# Luc-Adolphe Tiao
Luc-Adolphe Tiao, född den 4 juni 1954 i Tenkodogo, Franska Övre Volta, numera Burkina Faso är en burkinsk journalist och politiker. Han var Burkina Fasos premiärminister mellan 2011 och 2014.